# Sainte-Catherine, Pas-de-Calais
Saint-Catherine-lès-Arras là một xã ở tỉnh Pas-de-Calais, vùng Hauts-de-France, Pháp.

## Địa lý
Sainte-Catherine-lès-Arras có cự ly 1 dặm (1,6 km) về phía bắc Arras, tại giao lộ của các tuyến đường D264 và D63.

## Dân số
| 1962                                                         | 1968 | 1975 | 1982 | 1990 | 1999 | 2006 |
| ------------------------------------------------------------ | ---- | ---- | ---- | ---- | ---- | ---- |
| 1629                                                         | 2105 | 2438 | 3203 | 3132 | 3017 | 3447 |
| Số liệu điều tra dân số từ năm 1962, dân số chỉ tính một lần |      |      |      |      |      |      |

## Địa điểm nổi bật
- Nhà thờ St.Catherine, được xây lại sau đệ nhất thế chiến.